# Pedicia (Crunobia) lobifera
Pedicia (Crunobia) lobifera is een tweevleugelige uit de familie Pediciidae. De soort komt voor in het Palearctisch gebied.